# Ambrosio Pérez
Ambrosio Pérez va moure el 13 de novembre de 1873. Tingué fama d'excel·lent tenor de capella a Madrid. Va ser músic i molt erudit i va escriure uns Apuntes biograficos de los maestros de capilla y músicos eclesiásticos de España, que utilitzà Eslava i després passaren a poder de Saldoni, segons aquest mateix en dona testimoni al Diccionario de Efemérides, etc, t. III, pàg. 312).